# 扭鞘藻科
扭鞘藻科（学名：Streptothecaceae）为半管藻目的一个科。

## 下级分类
本科包括以下属：
- 旋鞘藻属 Helicotheca
- 扭鞘藻属 Streptotheca